# Атака (1922)
Ataka (яп. 安宅) — річковий канонерський човен Імперського флоту Японії, який діяв на річці Янцзи в Китаї протягом 1930-х та під час Другої китайсько-японської війни.
20 травня 1933 р. «Атака» був включений до складу 3-го флоту як флагман 11-го Сентаю канонерських човнів. Його замінив у цій ролі «Яеяма» у 1937 році.
Базуючись у Шанхаї під час Другої китайсько-японської війни, «Атака» після війни був переданий ВМС Республіки Китай. Корабель перейменували на «Аньдунь», на честь колишньої назви відповідного китайського міста. Екіпаж разом з кораблем перейшов до ВМС Народної визвольної армії у 1949 році. Канонерський човен потопили в Уху літаки націоналістів 24 вересня того ж року.